# Вірсаладзе Анастасія Давидівна
Анастасія Давидівна Абдуше́лі-Вірсала́дзе (груз. ანასტასია დავითის ასული ვირსალაძე. ; 29 октября (11 листопада) 1883 29 жовтня (11 листопада) 1883 (11 листопада) , Кутаїс, Російська імперія, нині Кутаїси, Грузія — 5 вересня 1968, Тбіліси, Грузинська ССР, нині Грузія) — грузинська піаністка і педагог. Бабуся Елісо Вірсаладзе.
Навчалась у Санкт-Петербургській консерваторії у Анни Есипової. Була концертуючою піаністкою.
1921 року викладала у Тбіліській консерваторії (у 1929-1946 — завідувачка фортепіанного відділу, з 1932 — професор.
Автор нарисів з викладання фортепіано.
Серед учнів: Дмитро Башкиров, Лев Власенко, Давид Торадзе та ін.
У 1935 рокові була членом журі другого Всесоюзного конкурсу піаністів, у 1937 рокові — третього.
Похована у Дидубійському пантеоні.
Її ім'я присвоєно Дитячій школі мистецтв у Тбілісі.

## Нагороди
- 1941 — Заслужений діяч мистецтв Грузинської РСР
- 1953 — Орден Леніна
- 1958 — орден Трудового Червоного Стяга (17.04.1958)
- 1960 — Народна артистка Грузинської РСР